# 308 v.Chr.
Het jaar 308 v.Chr. is een jaartal volgens de christelijke jaartelling.

## Gebeurtenissen

### Italië
- Agathocles weet zijn militaire macht uit te breiden, hij laat Ophellas, gouverneur van Cyrenaica vermoorden en keert terug naar Sicilië.

### Carthago
- Bomilcar, koning van Carthago, probeert de aristocratische "Raad van Ouderen" omver te werpen, hij wordt gearresteerd en gekruisigd.

### Griekenland
- Cleopatra van Macedonië, de dochter van Philippus II, wordt op bevel van Antigonus I gevangengenomen en in Sardis vermoord.
- Ptolemaeus I en Cassander vallen Griekenland binnen en veroveren op de Peloponnesos de steden Korinthe, Megara en Sicyon.

## Overleden
- Bomilcar, koning van Carthago
- Cleopatra van Macedonië (~355 v.Chr. - ~308 v.Chr.), zuster van Alexander de Grote (47)
- Ophellas, Macedonische edelman en gouverneur